# Erisma nitidum
Erisma nitidum là một loài thực vật có hoa trong họ Vochysiaceae. Loài này được DC. mô tả khoa học đầu tiên năm 1828.